# Jonny Heykens

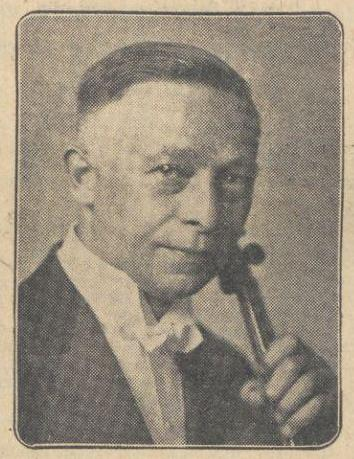
Jonny Heykens (1932)

Jonny Heykens (* 24. September 1884 in Groningen; † 28. Juni 1945 in Hilversum) war ein niederländischer Komponist. Am bekanntesten wurde sein „Ständchen“ op 21, das für viele verschiedene Besetzungen herausgegeben wurde. Diese Melodie wurde nachher durch Loriots Sketch „Schmeckt's?“ bekannt.
Heykens war ein überzeugter Anhänger der Nazis. In der Presse pries er Adolf Hitler und verkündete rassistische Ansichten über Juden und Schwarze. Er starb kurz nach dem Krieg im Gefängnis von Hilversum. Seitdem war er in den Niederlanden nicht mehr als ein wichtiger Musiker anerkannt und sein Name verschwand dort in der Versenkung.